# Leyland Olympic

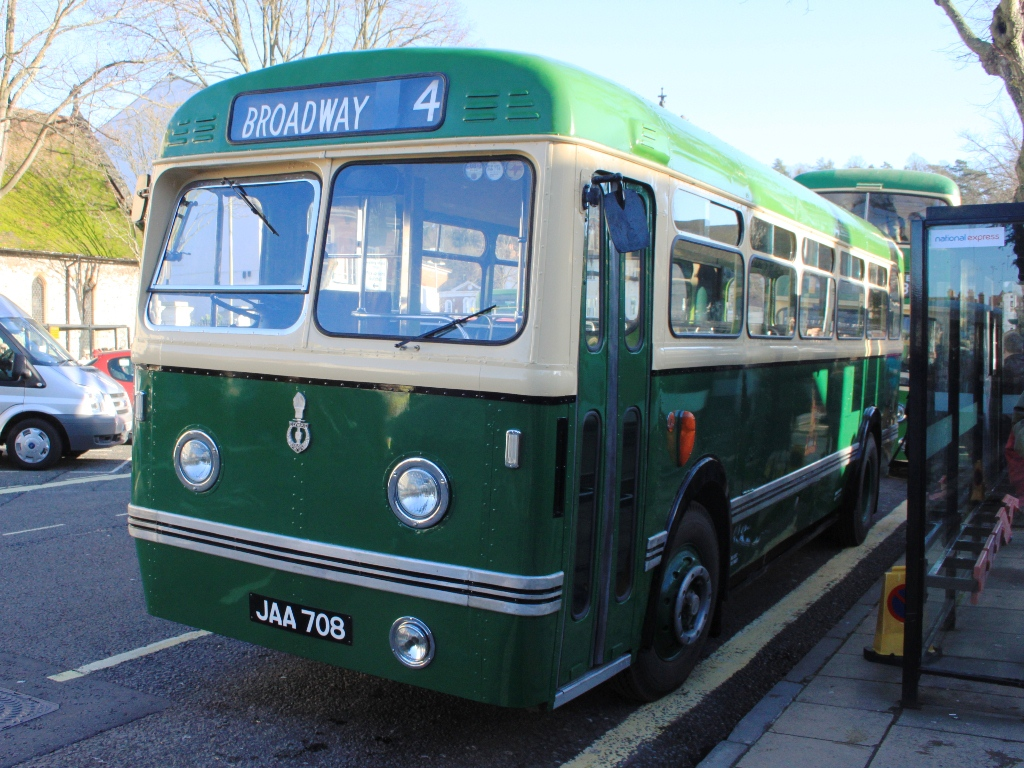
Leyland Olympic HR40

Der Leyland Olympic war ein Omnibus des britischen Nutzfahrzeugherstellers Leyland Motors. Der Typ wurde von 1948 bis 1971 hauptsächlich für den Export gebaut. Er wurde von Leyland Motors zusammen mit Metro Cammell Weymann entwickelt.
Der erste HR40 Olympic wurde auf der Earl’s Court Motor Show 1949 erstmals vorgestellt. Mit seinem unterflur angeordneten Sechszylinder-Dieselmotor vom Typ Leyland O.600 sollte er eine Ergänzung zum konventionell aufgebauten Leyland Tiger sein. Die Vorteile dieser Anordnung des Motors lagen in der größeren Sitzplatzkapazität bei gegebener Länge, dem leichteren Ein- und Ausstieg für die Fahrgäste, der besseren Gewichtsverteilung und dem leichteren Zugang zu den mechanischen Baugruppen, was zur Einsparung von Wartungskosten führte. Der Bus besaß zwei Türen, die Einstiegstür war vor der Vorderachse angeordnet, was den Einmannbetrieb erleichterte, da der Fahrer so auch das Abkassieren der Fahrgäste beim Einsteigen übernehmen konnte. Der Olympic war ein sogenannter integrierter Bus, bei dem Fahrgestell und Aufbau vom selben Hersteller kamen. Bei integrierten Bussen konnte die Konstruktionen und Herstellung von Rahmen und Aufbau optimiert werden, was zu einer leichteren Karosserie und zu einer einfacheren Produktion führte. Da Leyland Motors auf den Bau von Fahrgestellen und Motoren spezialisiert war und kaum Erfahrung in der Entwicklung von Busaufbauten besaß, wurde Metro Cammell Weymann an der Entwicklung beteiligt. Die Typenbezeichnung HR weist auf den liegend eingebauten Motor hin (Horizontal, Right hand drive), die Zahl 40 auf die Anzahl der Sitzplätze. Die Länge des Busses betrug 27 Fuß und 6 Zoll, der Radstand 15 Fuß 7 Zoll. Nach Anhebung der Längenbeschränkung für zweiachsige Omnibusse auf 30 Fuß im Vereinigten Königreich im Jahr 1951 wurde er auch als HR44 mit 44 Sitzplätzen angeboten. Die Busse waren – ebenfalls aufgrund der Größenbeschränkungen – 7 Fuß 6 Zoll breit. Der Motor leistete 125 bhp bei 2000/min. Verbaut wurde ein handgeschaltetes, synchronisiertes Vierganggetriebe. Abgefedert wurde der Bus mit Blattfedern, die Lenkung arbeitete ohne Servounterstützung.
Vom HR bis 1958 wurden 182 Stück produziert, 147 Fahrzeuge fanden einen Käufer im Vereinigten Königreich und der Isle of Man, der Rest ging in den Export. Da integrierte Busse bei den Betreibern von Buslinien in Großbritannien nicht sonderlich beliebt waren, brachte Leyland Motors im Jahr 1950 ein eigenständiges Unterflur-Chassis mit identischem Radstand auf den Markt. Dieses Fahrgestell der Serie PSU1 erhielt den Namen Royal Tiger.
Da die Größenbeschränkungen für den Export nicht galten, brachte Leyland den Bus als EL (Export, Left hand drive) und ER (Export, Right hand drive) nur in der 8 Fuß breiten Version heraus. Während der ER von Anfang an nur als ER44 gebaut wurde, baute Leyland zunächst nur ein linksgelenktes langes Fahrzeug und zog erst 1953 mit dem EL44 nach. Größte Kunden der Linkslenker waren städtische Nahverkehrsbetriebe in Argentinien, Belgien, Kanada und Uruguay, während die Rechtslenker nach Jamaika und Südafrika gingen.
Der Olympic Series II wurde auf der Commercial Motor Show 1955 erstmals vorgestellt. Der Dieselmotor leistete nun 150 bhp. Zum Einsatz kam ein halbautomatisches Schaltgetriebe. Der Rahmen wurde versteift und der Aufbau für größere Belastungen ausgelegt. Der HR wurde mangels Nachfrage nicht mehr hergestellt, die beiden anderen Typen als EL2/44 und ER2/44 weitergebaut. Im Jahre 1960 konnte der Markt in Kuba für den Olympic erschlossen werden. Die Lieferungen in den Inselstaat waren nach der Verhängung des Embargos durch die USA nicht unumstritten. Insgesamt wurden rund 500 Busse an Kuba verkauft. Am 27. Oktober 1964 sank die Magdeburg auf der Themse, an Bord waren unter anderem 42 Olympic, die für Havanna bestimmt waren. Einige der Busse konnten geborgen werden und wurden mit neuen Aufbauten versehen. Als linksgelenkte Fahrzeuge wurden sie von britischen Touristikunternehmen für Fahrten auf dem europäischen Kontinent eingesetzt.
Im Jahr 1967 brachte Leyland den Olympic Series III mit verändertem Aufbau heraus. Als EL3/41 bezeichnet, bot er nun 41 Sitzplätze. Eine kleine Anzahl von EL3/45 wurde an die Dominikanische Republik verkauft, eine größere Serie von EL3/45/34 mit 36 Sitzplätzen ging an die Türkei. Eine rechtsgelenkte Version dieser Serie wurde nicht mehr hergestellt.
Obwohl er auf dem heimischen Markt nicht sehr verbreitet war, hatte sich der Olympic zum Exporterfolg entwickelt. Besonders in Ländern Lateinamerikas und in Südafrika war er beliebt und blieb lange Zeit im Einsatz. In Havanna waren im Jahre 2004 noch Olympic im Einsatz zu beobachten. Während der langen Einsatzzeit wurden die Busse verschiedenen Modernisierungen und Veränderungen unterzogen.